# Schermen op de Paralympische Zomerspelen 1980
De VIe Paralympische Spelen werden in 1980 gehouden in Arnhem en Veenendaal, Nederland. Schermen was een van de 13 sporten tijdens deze spelen. M. Tichelaar en M. den Uyl zorgden voor de eerste medailles voor Nederland bij het schermen.

## Mannen

### Floret
| \| Rank \| Land \| \| ---- \| ------------------- \| \| 1 \| Frankrijk \| \| 2 \| Verenigd Koninkrijk \| \| 3 \| West-Duitsland \| |                     |
| Rank | Land                |
| 1 | Frankrijk           |
| 2 | Verenigd Koninkrijk |
| 3 | West-Duitsland      |

| Klasse | land | Goud              | land | Zilver        | land | Brons           |
| ------ | ---- | ----------------- | ---- | ------------- | ---- | --------------- |
| 1C-3   | FRA  | M. Benamar        | GBR  | T. Willett    | ITA  | Massimo Penna   |
| 4-5    | FRA  | Christian Lachaud | FRG  | Dieter Leicht | FRA  | Arthur Bellance |

### Degen
| \| Rank \| Land \| \| ---- \| ------------------- \| \| 1 \| Frankrijk \| \| 2 \| West-Duitsland \| \| 3 \| Verenigd Koninkrijk \| |                     |
| Rank | Land                |
| 1 | Frankrijk           |
| 2 | West-Duitsland      |
| 3 | Verenigd Koninkrijk |

| Klasse    | land | Goud              | land | Zilver         | land | Brons       |
| --------- | ---- | ----------------- | ---- | -------------- | ---- | ----------- |
| 2-3       | FRG  | Hans-Joachim Bohm | FRA  | Andre Hennaert | FRA  | M. Benamar  |
| 4-5       | FRA  | Arthur Bellance   | FRG  | Reich          | FRA  | C. Planchon |
| beginners | ITA  | Giulio Martelli   | FRA  | A. Siclis      | FRA  | J.M. Corali |

### Sabel
| \| Rank \| Land \| \| ---- \| ------------------- \| \| 1 \| Frankrijk \| \| 2 \| Verenigd Koninkrijk \| \| 3 \| Italië \| |                     |
| Rank | Land                |
| 1 | Frankrijk           |
| 2 | Verenigd Koninkrijk |
| 3 | Italië              |

| Klasse | land | Goud              | land | Zilver      | land | Brons             |
| ------ | ---- | ----------------- | ---- | ----------- | ---- | ----------------- |
| 2-3    | GBR  | M. Kelly          | GBR  | T. Willett  | FRG  | Hans-Joachim Bohm |
| 4-5    | FRA  | Christian Lachaud | FRA  | C. Planchon | BEL  | Ronny Waterbley   |

## Vrouwen

### Degen
| \| Rank \| Land \| \| ---- \| --------- \| \| 1 \| Frankrijk \| \| 2 \| Israël \| \| 3 \| Italië \| |           |
| Rank                                                                                                | Land      |
| 1                                                                                                   | Frankrijk |
| 2                                                                                                   | Israël    |
| 3                                                                                                   | Italië    |

| Klasse    | land | Goud             | land | Zilver          | land | Brons           |
| --------- | ---- | ---------------- | ---- | --------------- | ---- | --------------- |
| 2-3       | ISR  | Ayala Malchan    | FRA  | Therese Lemoine | ISR  | Hemda Levy      |
| 4-5       | FRA  | Josette Bourgain | FRA  | Monique Siclis  | ISR  | Margalit Peretz |
| beginners | ITA  | Osanna Brugnoli  | NED  | M. den Uyl      | NED  | M. Tichelaar    |

## Gemengd

### Degen
| Klasse | land | Goud             | land | Zilver          | land | Brons       |
| ------ | ---- | ---------------- | ---- | --------------- | ---- | ----------- |
| 1A     | ITA  | Paolo D'Agostini | BEL  | Philip Wouters  | GBR  | M. McLellan |
| 1B     | ITA  | Rosa Sicari      | ITA  | Bruno Paganelli |      |             |
| 1C     | FRG  | Guenter Spiess   | ITA  | Aldo Licciardi  | FRA  | Leroux      |

Atletiek · Basketbal · Boogschieten · Dartchery · Gewichtheffen · Goalball · Koersbal · Schermen · Schietsport · Tafeltennis · Volleybal · Worstelen · Zwemmen
Rome 1960 ·
Tokio 1964 ·
Tel Aviv 1968 ·
Heidelberg 1972 ·
Toronto 1976 ·
Arnhem 1980 ·
New York & Stoke Mandeville 1984 ·
Seoel 1988 ·
Barcelona 1992 ·
Atlanta 1996 ·
Sydney 2000 ·
Athene 2004 ·
Peking 2008 ·
Londen 2012 ·
Rio de Janeiro 2016 ·
Tokio 2020 ·
Parijs 2024 ·
Los Angeles 2028